# Chasmistes muriei
Chasmistes muriei е изчезнал вид лъчеперка от семейство Catostomidae.

## Разпространение
Видът е бил ендемичен за река Снейк под язовир Джексън Лейк в Уайоминг.